# Wellsturbine
De Wellsturbine is een lagedruk luchtturbine die altijd dezelfde kant op draait, onafhankelijk van de richting van de luchtstroom. Deze turbine is ontwikkeld door prof. Alan Wells van de Queen's University Belfast in de late jaren 70 van de 20e eeuw. 
De bladen van de turbine hebben een symmetrisch vleugelprofiel met het vlak van symmetrie loodrecht op de richting van de luchtstroom. De turbine is ontwikkeld voor het opwekken van golfslagenergie in verticale waterkolomcentrales, waar een stijgende en dalende waterkolom een oscillerende luchtkolom veroorzaakt. Het gebruik van deze turbine voorkomt het gebruik van een 'gelijkrichter' voor de luchtstroom met behulp van een duur en ingewikkeld systeem van terugslagventielen.
Het rendement is lager dan dat van een turbine met constante luchtstroom en asymmetrisch vleugelprofiel. Een reden voor het lagere rendement is dat de luchtstroom een zeer grote invalshoek heeft en het symmetrische profiel een hogere luchtweerstandscoëfficiënt heeft dan een asymmetrisch, zelfs in optimale situaties. De Wells turbine heeft een rendement van 40-70%.